# Jonny Dickson
Jonny Dickson, född 9 april 2001, är en brittisk kanotist som tävlar i kanotslalom.

## Karriär
Vid junior-VM 2019 i Kraków tog Dickson guld i lagtävlingen i K1 tillsammans med Ben Haylett och Etienne Chappell. Vid U23-VM 2021 i Ljubljana tog han silver i K1. Vid U23-VM 2022 i Ivrea tog Dickson brons i K1. Vid U23-EM 2022 i České Budějovice tog han brons i lagtävlingen i K1 tillsammans med Ben Haylett och Etienne Chappell.
Vid U23-VM 2023 i Kraków tog Dickson brons i kajakcross. Vid U23-VM 2024 i Liptovský Mikuláš tog han silver i lagtävlingen i K1 tillsammans med Sam Leaver och Ben Haylett. Vid U23-EM 2024 i Kraków tog Dickson guld i lagtävlingen i K1 tillsammans med Sam Leaver och Ben Haylett.
Vid EM 2024 i Tacen tog Dickson silver i individuell kajakcross.